# Flåsjön, Strömsunds kommun
Flåsjön är en sjö i Strömsunds kommun i Jämtland och ingår i Ångermanälvens huvudavrinningsområde. Sjön är 94 meter djup, har en yta på 110 kvadratkilometer och befinner sig 266,9 meter över havet. Sjön avvattnas av vattendraget Flåsjöån (Stensjöbäcken).
Sjön har sitt huvudtillflöde från Fånån, samt har sitt utlopp i Flåsjöån, och ingår i avrinningsområdet för Ångermanälven.

## Delavrinningsområde
Flåsjön ingår i delavrinningsområde (711432-149762) som SMHI kallar för Utloppet av Flåsjön. Medelhöjden är 306 meter över havet och ytan är 293,22 kvadratkilometer. Räknas de 72 avrinningsområdena uppströms in blir den ackumulerade arean 1 048,93 kvadratkilometer. Flåsjöån (Stensjöbäcken) som avvattnar avrinningsområdet har biflödesordning 3, vilket innebär att vattnet flödar genom totalt 3 vattendrag innan det når havet efter 199 kilometer. Avrinningsområdet består mestadels av skog (50 procent). Avrinningsområdet har 109,93 kvadratkilometer vattenytor vilket ger det en sjöprocent på 37,5 procent.

## Galleri

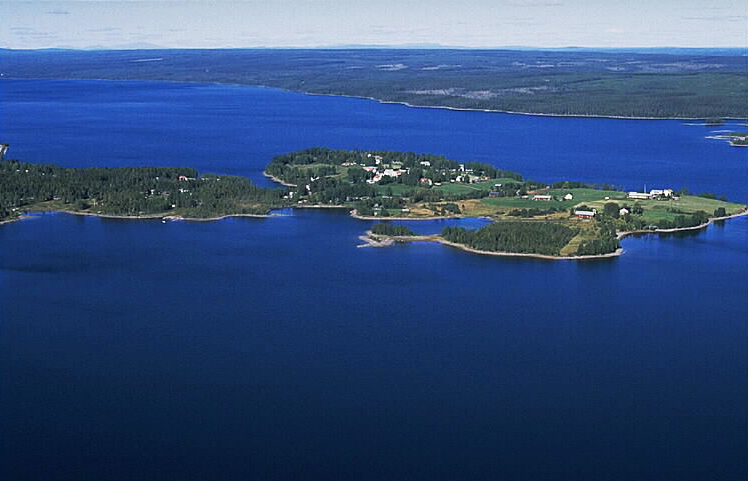
Alanäset med Alanäs kyrka